# Microstylum elongatum
Microstylum elongatum är en tvåvingeart som beskrevs av Jacques-Marie-Frangile Bigot 1878. Microstylum elongatum ingår i släktet Microstylum och familjen rovflugor. Inga underarter finns listade i Catalogue of Life.